# نوک‌مومی کانت
نوک‌مومی کانت (نام علمی: Estrilda kandti) نام یک گونه از سرده نوک‌مومی است.